# لاندرينه (كيبك)
لاندرينه (بالإنجليزية: Landrienne, Quebec)‏ هي بلدية محلية في كيبيك تقع في كندا في Abitibi Regional County Municipality. يقدر عدد سكانها بـ 977 نسمة ومساحتها 274.90 كم2 .